# Francisco Jacinto, Duque de Saboia
Francisco Jacinto (em italiano:  Francesco Giacinto di Savoia; Turim, 14 de setembro de 1632 – Turim, 4 de outubro de 1638) foi Duque de Saboia de 1637 até sua morte. Era o filho mais velho do duque Vítor Amadeu I e sua esposa Cristina da França, com esta servindo como sua regente durante todo o seu reinado.